# Chìa vôi mày trắng
Chìa vôi mày trắng (tên khoa học Motacilla maderaspatensis) là một loài chim trong họ Motacillidae.

## Hình ảnh

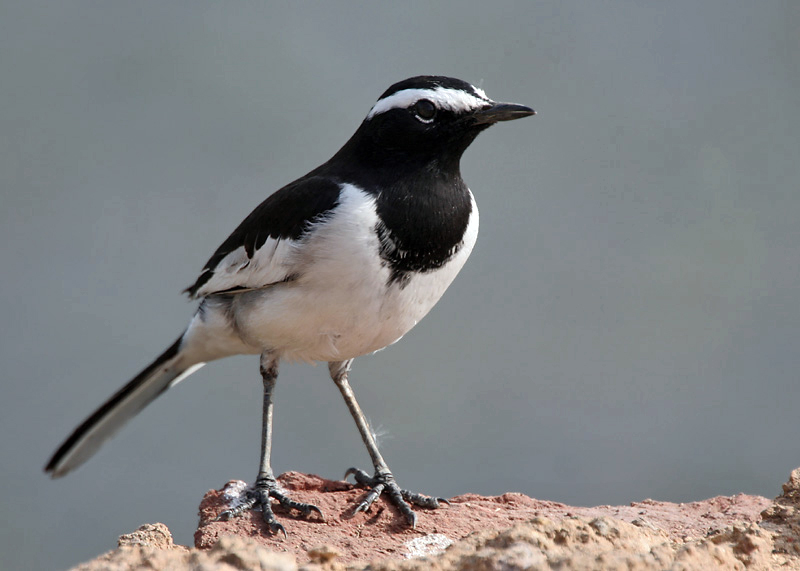
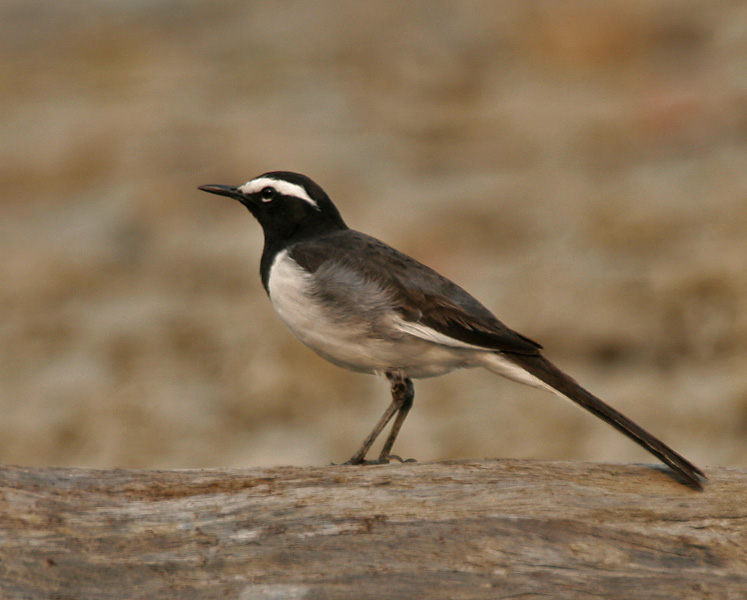
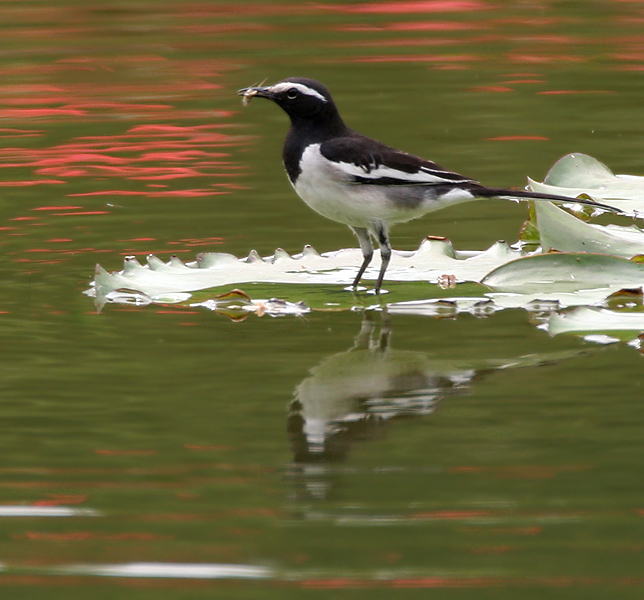
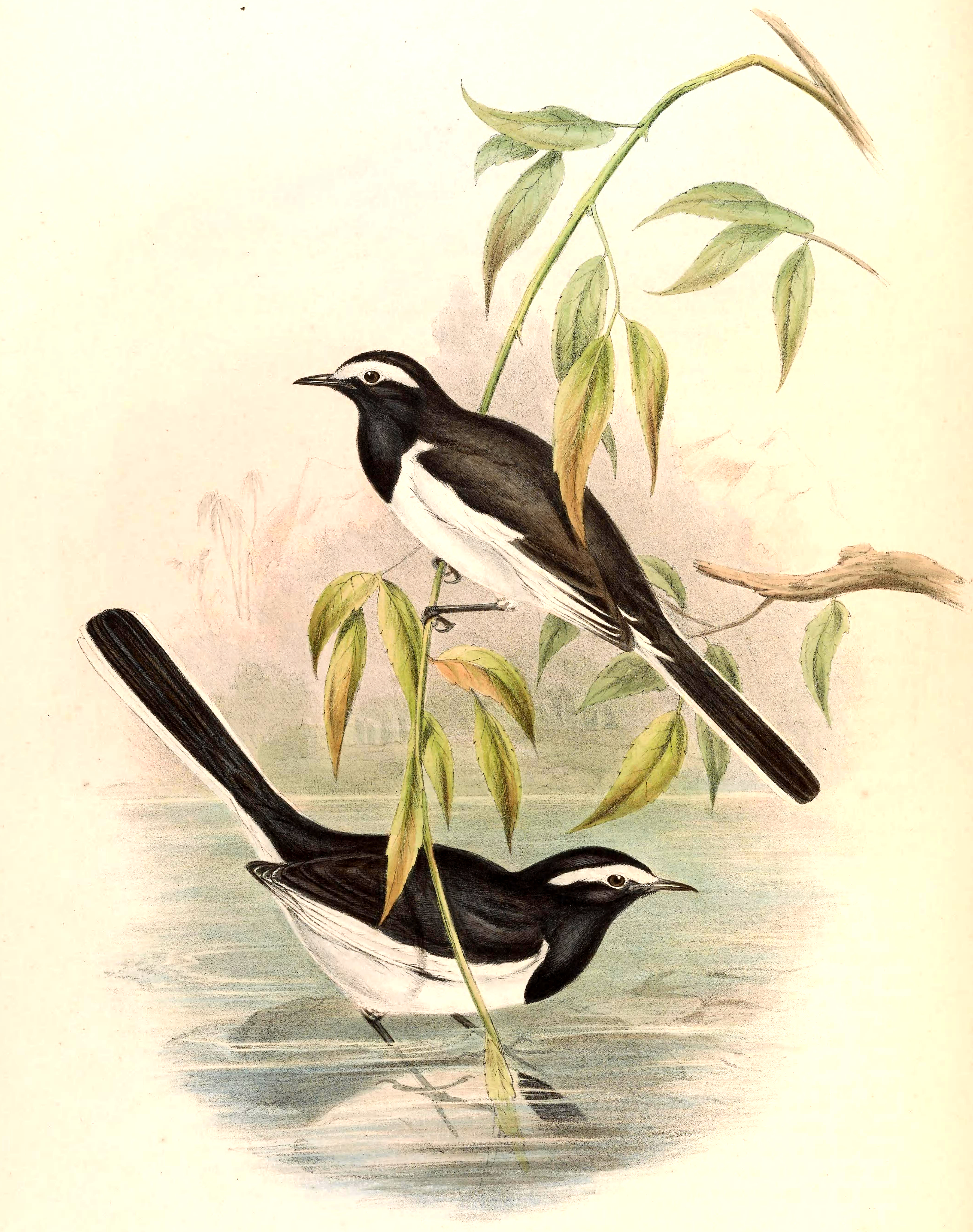
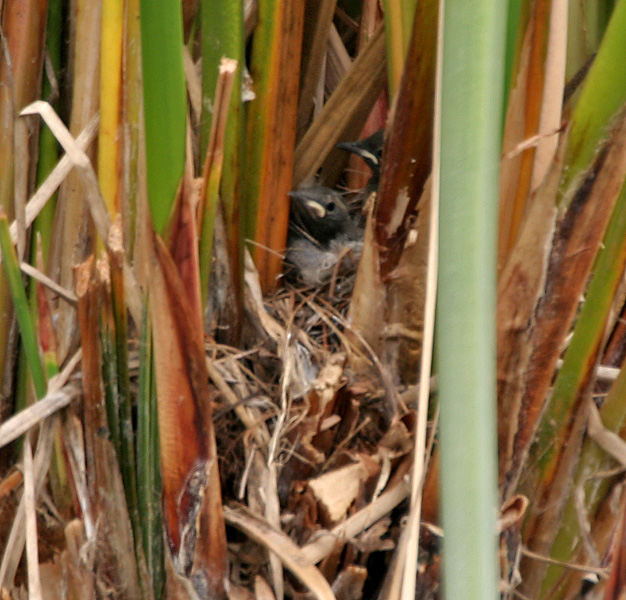
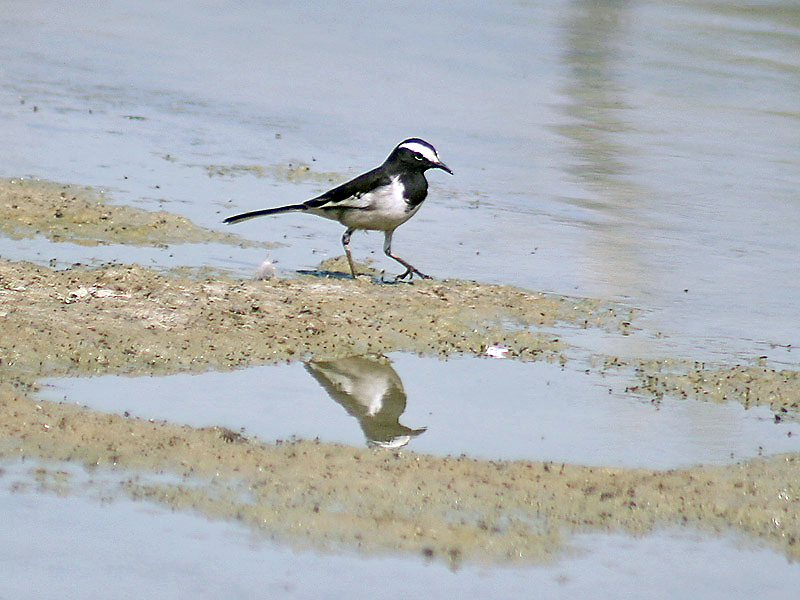

## Mô tả
Chìa vôi mày trắng dài 21 cm. Nó có cái đuôi dài ngoe nguẩy liên tục đặc trưng cho các loài trong chi. Phía trên, đầu và ức màu đen với mày màu trắng và một dải màu trắng lớn trên cánh.